# Justin Kirk
Justin Kirk (Salem, 28 mei 1969) is een Amerikaans acteur. Hij werd in 2007 genomineerd voor een Golden Globe voor zijn rol als Andy Botwin in de televisieserie Weeds. Hiervoor won Kirk in 2008 daadwerkelijk een Satellite Award, nadat hij in 2004 al een Golden Satellite Award kreeg toegekend voor zijn bijrol in de miniserie Angels in America. Hij maakte zijn filmdebuut in 1997 als Bobby Brahms in Love! Valour! Compassion!.
Toen Kirk in augustus 2005 zijn intrede deed in Weeds als de slampamperige zwager van hoofdpersonage Nancy Botwin (Mary-Louise Parker), was hij al redelijk vertrouwd met het spelen in een televisieserie. Van september 1999 tot en met april 2001 was hij net als Ivan Sergei, Simon Rex en Amanda Peet betrokken bij alle 32 gemaakte afleveringen van sitcom Jack & Jill. In 2003 speelde Kirk vervolgens een van de acht personages die in alle zes afleveringen van de met meer dan 35 prijzen (waaronder elf Emmy Awards en vijf Golden Globes) bekroonde miniserie Angels in America voorkomen. Hij won met zijn spel hierin persoonlijk een Golden Satellite Award en werd tevens genomineerd voor zowel een Emmy Award als een Screen Actors Guild Award.

## Filmografie
*Exclusief televisiefilms
- Mr. Morgan's Last Love (2013)
- Vamps (2012)
- 30 Beats (2012)
- Goats (2012)
- Nobody Walks (2012)
- L!lf Happens (2011)
- The Presence (2010)
- See You in September (2010)
- Elektra Luxx (2009)
- Four Boxes (2009)
- Against the Current (2009)
- Puccini for Beginners (2006)
- Hollywood Dreams (2006)
- Ask the Dust (2006)
- Flannel Pajamas (2006)
- Angels in America (2003)
- Outpatient (2002)
- Teddy Bears' Picnic (2002)
- Chapter Zero (1999)
- The Eden Myth (1999)
- Love! Valour! Compassion! (1997)

## Televisieseries
*Exclusief eenmalige gastrollen
- Succession - Jeryd Mencken (2021-2023, drie afleveringen)
- Tyrant - John Tucker (2014, tien afleveringen)
- Modern Family - Charlie Bingham (2010-2015, zes afleveringen)
- Animal Practice - George Coleman (2012-2013, negen afleveringen)
- Weeds - Andy Botwin (2005-2012, 99 afleveringen)
- University of Andy - Andy Botwin (2009-2010, 21 afleveringen)
- Angels in America - Leatherman in the Park (2003, zesdelige miniserie)
- Jack & Jill - Bartholomew 'Barto' Zane (1999-2001, 32 afleveringen)

- Biblioteca Nacional de España: XX5406973
- Bibliothèque nationale de France: cb165863672 (data)
- Gemeinsame Normdatei: 1019188707
- International Standard Name Identifier: 0000 0003 5803 1101
- Library of Congress Control Number: nr98035816
- Nationale Bibliotheek van Tsjechië: xx0242899
- Nationale Bibliotheek van Israël: 987007342694805171
- Nationale Bibliotheek van Polen: a0000002956210
- Système universitaire de documentation: 152374000
- Virtual International Authority File: 205066483
- WorldCat: E39PBJhRJXV6twbXTdhVdCJVYP